# Nikunau
 (février 2021).
Si vous disposez d'ouvrages ou d'articles de référence ou si vous connaissez des sites web de qualité traitant du thème abordé ici, merci de compléter l'article en donnant les références utiles à sa vérifiabilité et en les liant à la section « Notes et références ».
Nikunau est un atoll des Kiribati, dans l'archipel des îles Gilbert.
D'une superficie de 18,2 km2 et d'une population de 1 741 Gilbertins, la plupart des historiens[Lesquels ?] pensent qu'elle a été découverte par le commodore John Byron de la Royal Navy sur les HMS Dolphin et Tamar en 1765, faisant de cet atoll un des premiers découverts des Gilbert (après les découvertes espagnoles)[pas clair].
En 1892, lors de l'établissement du protectorat britannique, l'atoll comptait 1 700 habitants[réf. nécessaire].